# 伊藤幸子 (ソフトボール)
馬場（旧姓：伊藤） 幸子（ばば（いとう） さちこ、1975年10月11日 - ）は、愛知県名古屋市出身の女子ソフトボール選手（内野手）・指導者。元トヨタレッドテリアーズ監督。

## 経歴
愛知淑徳高等学校、中京大学を卒業後、トヨタ自動車に入団。
2008年、北京オリンピック日本代表に選手され、金メダル獲得に貢献した。2008年秋、紫綬褒章受章。2010年に現役引退した後は、母校である中京大学女子ソフトボール部のコーチをしていた。
2022年-2024年にはトヨタレッドテリアーズの監督を務めた。